# Discovery Channel (France)
 (juillet 2025).
Si vous disposez d'ouvrages ou d'articles de référence ou si vous connaissez des sites web de qualité traitant du thème abordé ici, merci de compléter l'article en donnant les références utiles à sa vérifiabilité et en les liant à la section « Notes et références ».
Discovery Channel est une chaîne de télévision thématique payante américaine diffusant en France depuis le 1er août 2004. Elle propose principalement des programmes axés sur les sciences, la nature, l'espace et l'automobile.

## Historique

### Conflit avec Numericable en France
La chaîne était également disponible sur Numericable France, mais à la suite d'une inexécution du contrat de la part de Numericable, le groupe Discovery Communications France a été dans l’obligation de couper le signal de sa chaîne. Les abonnés à Numericable n’ont, dès lors, plus accès aux programmes de cette chaîne.[réf. nécessaire]
Déjà en août 2008, Discovery avait coupé le signal de ses chaînes sur les réseaux de Numericable pour cause de non-paiement.[réf. nécessaire]
Dans un premier temps, le site des Câblés avait obtenu un communiqué de presse de la chaîne qui déclarait que « suite à une inexécution de contrat de la part de Numericable, le groupe Discovery Communications France a été dans l'obligation de couper le signal de sa chaîne Discovery sur les réseaux câblés ». Le groupe précise qu'il « déplore la situation indépendante de sa volonté » et qu'il « espère trouver un accord rapidement » avant de conclure sur le fait que « la chaîne reste disponible sur CanalSat, qui bénéficie en plus de la nouvelle chaîne Discovery-HD Showcase », qui était aussi attendue chez Numericable.[réf. nécessaire]
Le retour de la chaîne, accompagnée de sa sœur Discovery Science, sur le réseau Numericable, canal 136 et 137, le 24 janvier 2013 marquera la fin du conflit entre la chaîne et l'opérateur.

### Accord avec SFR et Numericable
Le 7 décembre 2016, le groupe SFR annonce avoir remporté la distribution exclusive des chaînes Discovery Channel et Discovery Science pour la France, qui étaient auparavant distribuées par Canal.
Par la même occasion, Investigation Discovery est lancée en France le 15 décembre 2016.
La chaîne a cessé sa diffusion sur les offres Canal le 17 janvier 2017 à 2 h 18 sur le satellite et 8 h 30 sur les offres Canal des FAI.
La chaîne Discovery Family est lancée en France en exclusivité sur les services TV du Groupe SFR le 14 septembre 2017.
La chaîne Discovery Family quitte les offres TV de SFR le 29 mars 2022[réf. souhaitée].

### Fin de l'exclusivité SFR
L'exclusivité des chaînes s'est terminé en fin d'année 2022 mais aucun distributeur n'a repris les chaînes donc le Groupe SFR est toujours le seul distributeur mais cela pourrait changer car le Groupe Canal+  a annoncé un nouveau contrat avec le groupe Warner Bros. Discovery France .

### Accord avecFree
Le groupe Free et Warner Bros. Discovery France annoncent avoir conclu un accord permettant de diffuser l'ensemble de ses chaînes Discovery Channel, Discovery Science et Discovery Investigation ainsi que la chaîne Cartoon Network et la chaîne Warner TV sur Freebox TV et OQEE by Free.

### Identité visuelle (logo)

Première ère du logo utilisé du 1er août 2004 à mars 2009
Deuxième ère du logo utilisé de mars 2009 à 2011
Troisième ère du logo utilisé de 2011 au 25 septembre 2019
Quatrième ère du logo, utilisé depuis le 25 septembre 2019